# كوني ديون
كوني ديون هو لاعب هوكي الجليد كندي، ولد في 11 أغسطس 1918 في Saint-Rémi-de-Tingwick ‏ في كندا، وتوفي في 7 نوفمبر 2014.

## وصلات خارجية
- كوني ديون على موقع دوري الهوكي الوطني (الإنجليزية)
- كوني ديون على موقع EliteProspects.com (الإنجليزية)
- كوني ديون على موقع HockeyDB.com (الإنجليزية)
- كوني ديون على موقع Hockey-Reference.com (الإنجليزية)